# جملة مفيدة (برنامج)
جملة مفيدة برنامج حواري إخباري مصري كانت تقدمه المذيعة المصرية منى الشاذلي على قناة إم بي سي مصر حيث كانت تستضيف فيه المشاهير في شتى المجالات الثقافية والفنية والعلمية، بالإضافة لكون البرنامج يناقش قضايا متواجدة في المجتمع المصري، بدأ عرض البرنامج في نوفمبر عام 2012 وتم إيقاف عرضه عام 2013.

## عن البرنامج
أنهت منى الشاذلي تعاقدها فجأة مع قناة دريم بسبب رغبتها في التجديد والتنوع وبعده مباشرة تعاقدت مع مجموعة قنوات الmbc لتقديم برنامج توك شو على القناة الوليدة لمجموعة الmbc، وهي قناة mbc مصر والتي بدأت انطلاقتها أوائل نوفمبر 2012، وحمل البرنامج اسم (جملة مفيدة)، وهو يتناول كل مايتعلق بمصر، ويتميز هذا البرنامج عن العشرة مساءً بحضور بعض الجمهور ولكن جمهور حقيقى لأخذ رأيه في موضوعات الحلقة، ومشاركته بالأسئلة والاقتراحات أحياناً، وهو أسلوب تفاعلي يعطي للبرنامج الحيوية والتفاعل، وكان أول ضيوف البرنامج الشاعر المعروف فاروق جويدة في أولى حلقاته، كما تميزت منى الشاذلي بانفرادها باستضافة المطربة عايدة الأيوبي العائدة للساحة الغنائية بعد اعتزالها لمدة 16 عام تقريباً في أول حوار لها بعد الاعتزال.

## طاقم العمل[2]
- تقديم:منى الشاذلي
- إخراج:أحمد جمال
- إشراف عام:سمير عقروق
- إعداد:طلعت الطرابيشي - أحمد شلبي - سيد محمود - عادل الدرجلي
- المراسلين:محمد مصطفى - ياسمين مجاهد - عادل إسماعيل - آلاء نبيل - كريم الشيخ - أمير حسام
- الباحثين:اسلام سعيد - حسن عبد الرحيم
- تنسيق:محمود سنوسي
- مديرو الإنتاج:أحمد درويش - أحمد عمارة - محمد شتا - أحمد علي